# Amerikalinie
Die Amerikalinie ist eine westöstliche Eisenbahnstrecke durch die Lüneburger Heide und die Altmark. Sie verläuft von Langwedel (Weser) über Soltau, Uelzen und Salzwedel nach Stendal. Wie im Deutschen Kaiserreich verbindet sie die Seehäfen an der Deutschen Bucht mit Berlin, Mitteldeutschland und Schlesien. Im Abschnitt Uelzen–Stendal ist sie heute vor allem eine Ausweich- und Güterzugstrecke von Hamburg nach Berlin. Drehpunkt der Relation ist der Bahnhof Uelzen.

## Geschichte

Fahrplan der Amerikalinie von 1880

Die Amerikalinie entstand als Kernstück einer Direktverbindung Magdeburgs und vor allem Berlins mit den Nordseehäfen. Ihren umgangssprachlichen Namen erhielt die Verbindung, weil auf ihr viele Auswanderer aus den östlichen Teilen des Deutschen Reiches, aus Russland und anderen ost-europäischen Staaten, über Spandau-Ruhleben (Berlin) nach Bremen und Bremerhaven fuhren, wo an der Lloydhalle und ab 1927 an der Columbuskaje Anschluss an Auswandererschiffe nach Amerika bestand. In der Gegenrichtung fuhren viele mit Frischfisch beladene Güterzüge vom Fischversandbahnhof in die Reichshauptstadt. Da Kaiser Wilhelm II. gelegentlich auf dieser Strecke von Berlin aus zu den Marinestützpunkten an der Nordsee fuhr, ist manchmal auch von der Kaiserlinie die Rede. Auf der Amerikalinie fuhren einzelne Schnellzüge in den Relationen Berlin–Bremen–Wilhelmshaven und Berlin–Norddeich. Der Abschnitt zwischen Langwedel und Uelzen wurde als Bremer Staatsbahn, auch, je nach Fahrtrichtung, „Uelzener Bahn“ benannt, gebaut und am 15. April 1873 eingeweiht. Den Abschnitt zwischen Stendal (1870 bis Salzwedel) und Uelzen (eingeweiht 15. April 1873) legte die Magdeburg-Halberstädter Eisenbahngesellschaft an, die auch bis zu ihrem Aufgehen in der Preußischen Staatsbahn den Betrieb auf dem westlichen Streckenteil durchführte.

## Heutige Bedingungen
Vor der Deutschen Wiedervereinigung wurde die zweigleisige Strecke auf ein Gleis zurückgebaut. Der Unterhaltungszustand war schlecht, bis in der zweiten Jahreshälfte 2012 die Grundinstandsetzung eines Gleiskörpers folgte. DB Netz sperrte deshalb den seit 1945 vernachlässigten Westteil zwischen Langwedel (Weser) und Uelzen für umfangreiche Sanierungsmaßnahmen; unter anderem wurden 36 km Gleise erneuert. Eine Elektrifizierung dieses Abschnittes ist angekündigt.

### Ausbau

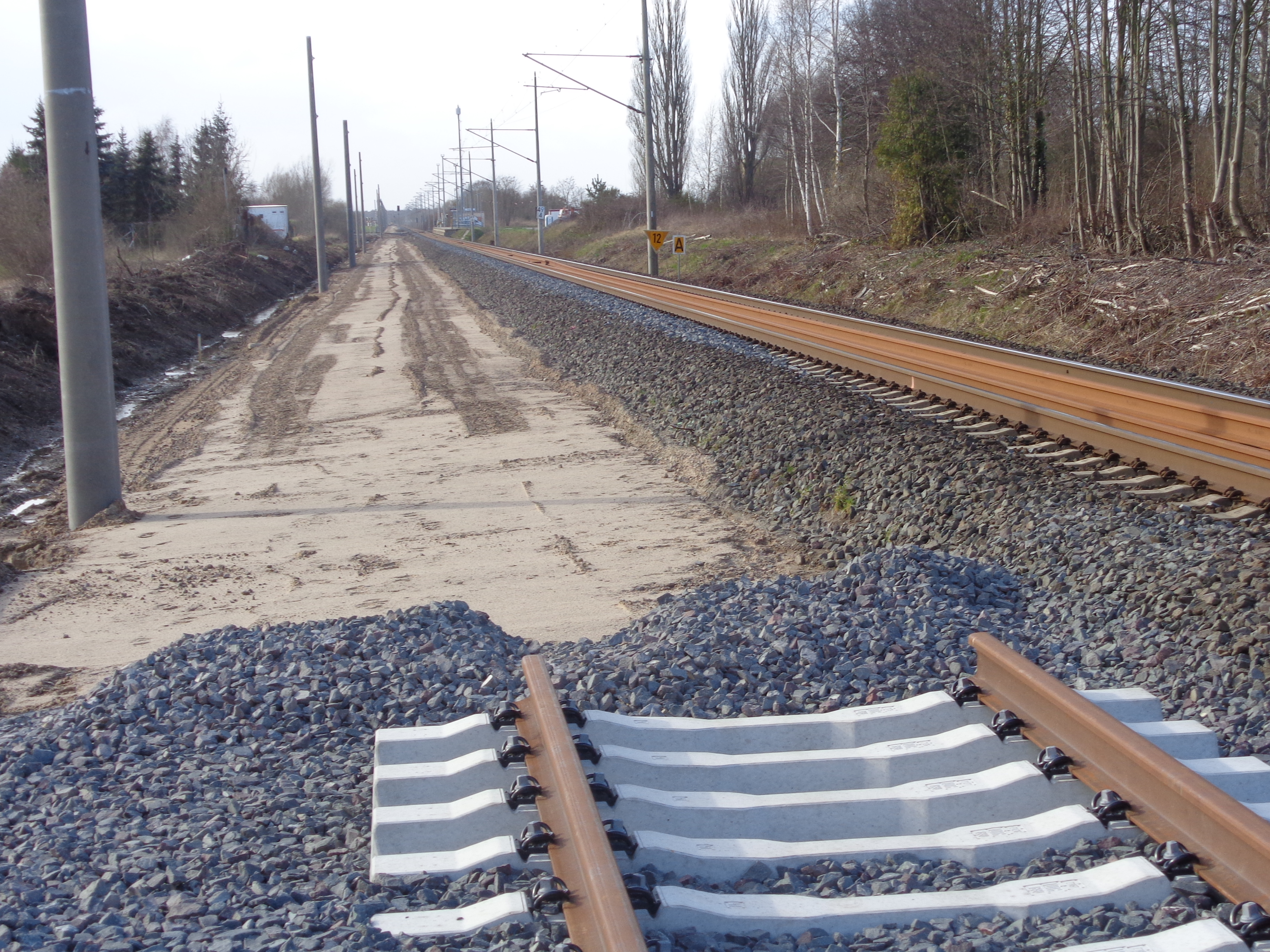
Ausbau bei Pretzier (2015)

Dass die Bedeutung der Strecke steigt, war zu erwarten. Zum einen liegt das am prognostizierten Ladungsaufkommen beim JadeWeserPort, zum anderen an den steigenden Gütermengen der Bremer Häfen in Bremerhaven und des Hamburger Hafens. Sie dient als häufige Umleitungsstrecke für die Magistrale Hamburg–Berlin.
Im Bundesverkehrswegeplan ist der zweigleisige Ausbau östlich von Uelzen vorgesehen. In Uelzen wurde der (westliche) Tunnelabzweig bereits um eine direkte Einfädelung in das (östliche) Hamburg-Gleis ergänzt. 
Die Elektrifizierung der Strecke Langwedel–Uelzen und der Bau zusätzlicher Kreuzungsbahnhöfe ist im Bundesverkehrswegeplan 2030 als Teil des Projekts Optimiertes Alpha-E + Bremen vorgesehen. Im Rahmen des Deutschlandtaktes ist darüber hinaus eine Erhöhung der Streckengeschwindigkeit auf 100 km/h, sowie der Bau von zusätzlichen Kreuzungsbahnhöfen und einem 7 Kilometer langen, zweigleisigen Begegnungsabschnitt geplant.

### Regionalverkehr
Die gesamte Strecke wird bisher vorwiegend von Regionalzügen im Personenverkehr genutzt:
- Bremen–Uelzen als RB 37 durch Regionalverkehre Start Deutschland mit Triebwagen der Baureihe 0648 (LINT 41) aus dem Fahrzeugpool der Landesnahverkehrsgesellschaft Niedersachsen
- Uelzen–Stendal als RE 19/20, zum Fahrplanwechsel im Dezember 2023 ist die Linie RB32 entfallen; die Bedienung erfolgt im Rahmen des Altmärker Y[5]